# بات غينغز
باتريك أنتوني بات غينغز (بالإنجليزية: Pat Jennings)‏ (ولد في 12 يونيو 1945 في مدينة نوري في مقاطعة داون) هو لاعب كرة قدم إرلندي شمالي سابق. لعب 119 مباراة لمنتخب أيرلندا الشمالية كحارس مرمى.